# Rio Alunul (Pârâul Moișii)
O Rio Alunul é um rio da Romênia afluente do rio Pârâul Moişii, localizado no distrito de Suceava.